# Heteroponera monticola
Heteroponera monticola är en myrart som beskrevs av Kempf och Brown 1970. Heteroponera monticola ingår i släktet Heteroponera och familjen myror. Inga underarter finns listade i Catalogue of Life.